# (4S)-limonene sintasi
La (4S)-limonene sintasi è un enzima numero EC 4.2.3.16 appartenente alla classe delle liasi, che catalizza la seguente reazione:
geranil difosfato ⇄ (-)-(4S)-limonene + difosfato